# Dulles International Airport (métro de Washington)
Dulles International Airport est une station du métro de Washington, aux États-Unis. Située sur la ligne argent au sein de l'aéroport international de Washington-Dulles, à Dulles, dans le comté de Loudoun, en Virginie, elle a été mise en service le 15 novembre 2022.